# Naum Gabo
Naum Gabo KBE (Briansk, 5 d'agost, 1890 - 23 d'agost, 1977) fou un escultor prominent del constructivisme, així com un pioner de l'art cinètic. Nascut amb el nom de Naum Neemia Pevsner, el canvià per evitar la confusió amb el seu germà gran, Antoine Pevsner.
La seva principal influència ha estat a Gran Bretanya on va viure als anys 1930 i va presentar el constructivisme a una generació d'artistes com Barbara Hepworth, Ben Nicholson, Victor Pasmore o Peter Lanyon que van venir a dominar les arts visuals de la postguerra.

## Biografia
Gabo va créixer en una família jueva de sis germans al poble rus de Briansk on el seu pare treballava en la indústria del metall. Gabo era un escriptor i portaveu fluent en llengua alemanya, francesa, i anglès a més a més del seu rus natiu. Parlar amb fluïdesa diverses llengües va contribuir immensament a realitzar freqüents viatges durant la seva carrera.
Després de l'escola a Kursk, Gabo va entrar a la Universitat de Múnic el 1910, estudiant medicina primer i ciències naturals després. També va assistir a cursos d'història de l'art dissertats per Heinrich Wölfflin. Es trasllada el 1912 a una escola d'enginyeria a Múnic on descobreix l'art abstracte i es troba amb Vassili Kandinski; el 1913-14 el seu germà Antoine se'l va unir (ja establert com a pintor) a París. Gabo pensava que l'entrenament era important per al desenvolupament del seu treball escultural i sovint va usar elements mecànics.